# Chad Gable
Charles Edward Betts (St. Michael, Minesota, 8 de marzo de 1986) es un luchador profesional estadounidense. Actualmente trabaja para la empresa WWE, donde se presenta en la marca Raw bajo el nombre de Chad Gable o como su alter ego enmascarado, El Grande Americano.
Un prolífico luchador amateur que compitió en los Juegos Olímpicos de Verano 2012 en Londres, Betts firmó un contrato con la WWE a finales de 2013 y se entrenó antes de ser enviado al territorio de desarrollo NXT. Especialista en luchas por equipos, ganó los Campeonatos en Parejas de NXT con su compañero Jason Jordan (conocidos en conjunto como American Alpha) antes de ser enviados al elenco principal en 2016, donde juntos ganaron los Campeonatos en Parejas de SmackDown antes de disolverse a mediados de 2017. Posteriormente, formó un equipo con Shelton Benjamin antes de ser trasladado a la marca Raw como parte del Superstar Shake-up de 2018, y posteriormente formó un equipo con Bobby Roode, con quien ganó los Campeonatos en Parejas de Raw en diciembre del mismo año. Con esto, Gable se convirtió en el segundo hombre (después de su excompañero de equipo Jason Jordan) en ganar los Campeonatos en Parejas de NXT, de Raw y de SmackDown.

## Primeros años
Betts nació en St. Michael, Minesota. Se graduó en la Universidad del Norte de Míchigan.

## Carrera como luchador amateur
Betts derrotó a Jordan Holm 2 a 0 en la final del U.S. Olympic Trials 2012 en la categoría de los 84 kilos. Su progreso lo llevó a los Juegos Olímpicos de Londres 2012, donde derrotó a Keitani Graham de los Estados Federados de Micronesia en la ronda de calificación. fue eliminado de la competición en la ronda siguiente por Pablo Shorey de Cuba, perdiendo 3 a 0.

## Carrera como luchador profesional

### WWE (2013–presente)

#### Entrenamiento (2013–2015)
En noviembre de 2013, Betts firmó un contrato con la empresa de lucha libre profesional, WWE. Fue asignado al WWE Performance Center en Orlando, Florida, y adoptó el nombre Chad Gable (un homenaje al olímpico Dan Gable). Hizo su debut en el ring en un evento en vivo de NXT en Cocoa Beach, Florida el 5 de septiembre de 2014, derrotando a Troy McClain. Hizo su debut en televisión en el episodio del 8 de enero de 2015 de NXT, perdiendo contra Tyler Breeze.

#### American Alpha (2015–2017)

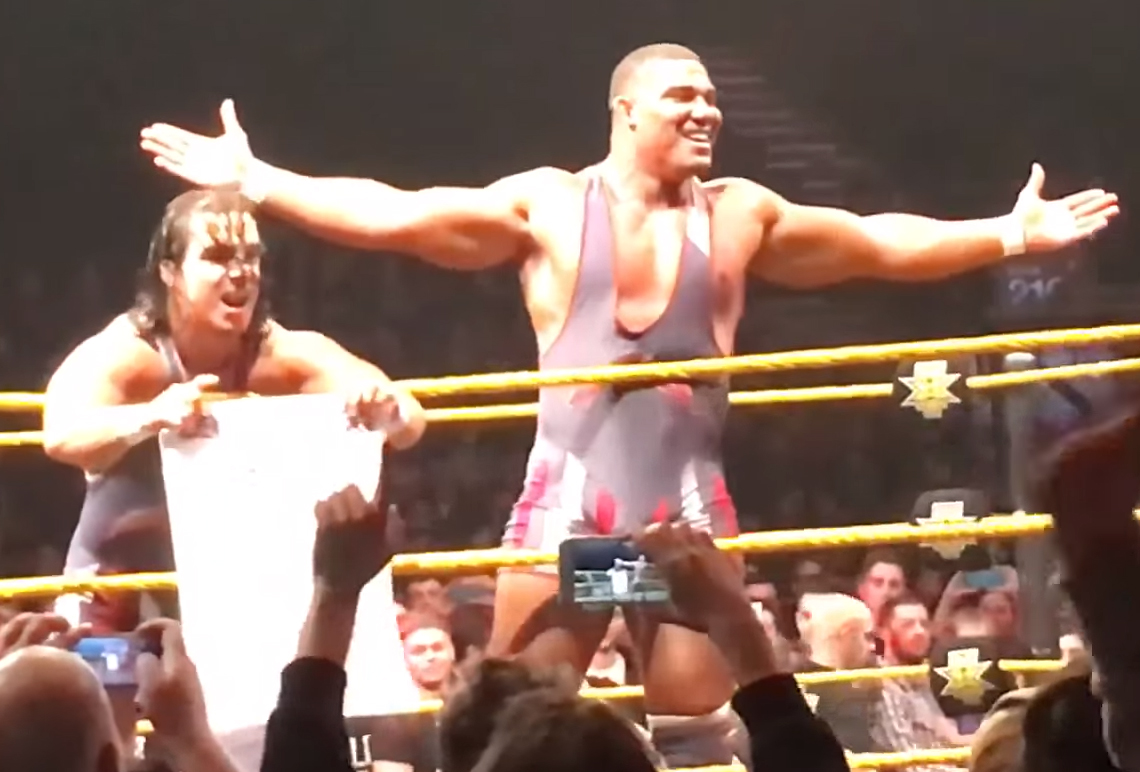
Gable (izquierda) y Jason Jordan en 2015.

A partir de mayo de 2015, el recién llegado Chad Gable comenzó un storyline con Jason Jordan, en la que trató de convencer a Jordan de formar una sociedad, luego de la disolución del equipo de Jordan con Tye Dillinger. Después de casi dos meses de persuasión, Jordan finalmente aceptó una lucha en equipos con Gable como su compañero de equipo. En el episodio del 15 de julio de NXT, Jordan y Gable tuvieron éxito en su debut oficial como equipo contra el equipo de Elias Samson y Steve Cutler. El 2 de septiembre, Jordan & Gable compitieron en la primera ronda del torneo Dusty Rhodes Tag Team Classic, derrotando al equipo de Neville y Solomon Crowe. Después de derrotar a The Hype Bros, serían eliminados del torneo por el equipo de Baron Corbin y Rhyno. En el episodio del 18 de noviembre de NXT, Jordan & Gable desafiaron al equipo del elenco principal The Ascension y los derrotaron. En el episodio del 2 de diciembre de NXT, Jordan & Gable se enfrentaron a otros ex Campeones en Parejas de NXT, The Vaudevillains, y también los derrotaron. En NXT TakeOver: London, Gable & Jordan tuvieron éxito en un Fatal 4-Way Tag Team match que fue grabado para el episodio del 23 de diciembre de NXT. En las grabaciones del 8 de enero de 2016 de NXT, el equipo de Jordan y Gable comenzó a usar el nombre American Alpha. Se enfrentaron a Blake & Murphy en dos ocasiones distintas en las grabaciones de los episodios del 27 de enero y del 24 de febrero, donde tuvieron éxito en ambas ocasiones, además de asociarse con Enzo Amore & Colin Cassady para enfrentarlos a ellos y Dash & Dawson en el episodio del 17 de febrero, donde salieron victoriosos.

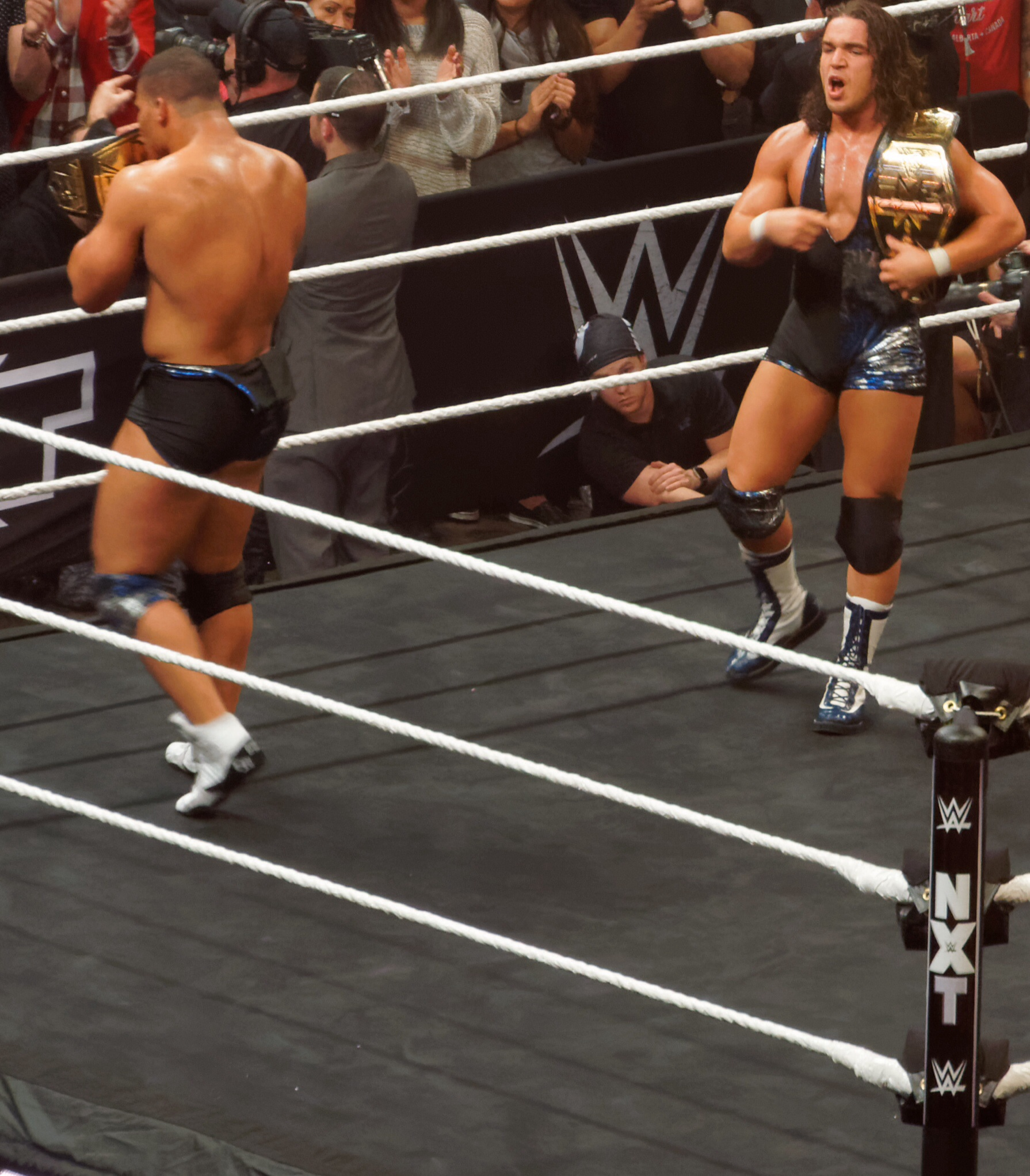
The American Alpha después de ganar los Campeonatos en Parejas de NXT en el evento NXT TakeOver: Dallas, realizado en abril de 2016.

American Alpha se enfrentó a The Vaudevillains en el episodio del 16 de marzo de NXT en un combate para determinar a los contendientes #1 a los Campeonatos en Parejas de NXT en el que salieron victoriosos, ganándose así una lucha por los títulos contra Dash & Dawson, ahora llamados en conjunto como The Revival, en NXT TakeOver: Dallas. American Alpha ganó los Campeonatos en Parejas de NXT en el evento. En el episodio del 20 de abril de NXT, derrotaron a The Vaudevillains. El 8 de junio en NXT TakeOver: The End, American Alpha perdió los títulos ante The Revival, terminando su reinado a los 68 días. Después de la lucha, fueron atacados por el equipo debutante Authors of Pain (Akam & Rezar), el cual era dirigido por el legendario gerente, Paul Ellering. Posteriormente, la pareja no logró recuperar los Campeonatos en Parejas de NXT después de ser derrotada por The Revival en un 2-out-of-3 Falls match en el episodio 6 de julio de NXT antes de tener su último combate en la marca el 20 de julio, en donde fueron derrotados por Authors of Pain.
El 19 de julio, debido al Draft y a la nueva separación de marcas, el equipo fue reclutado por la marca SmackDown, siendo la primera selección de equipos en general de la marca. En el episodio del 2 de agosto de SmackDown, American Alpha hizo su debut, derrotando a The Vaudevillains. La pareja se unió a The Usos & The Hype Bros en SummerSlam para derrotar al equipo de The Ascension, Breezango & The Vaudevillains. Luego de eso, la pareja ingresó a un torneo de ocho equipos para determinar a los inaugurales Campeones en Parejas de SmackDown, derrotando a Breezango en la primera ronda para avanzar a las semifinales, en las que se enfrentaron a The Usos. A pesar de haber derrotado a The Usos rápidamente en el episodio del 6 de septiembre de SmackDown, la rodilla de Gable se lesionó (kayfabe) durante un ataque posterior al combate cuando The Usos cambiaron a heels, lo que hizo que American Alpha no pudiera competir en Backlash y deshizo sus intentos de convertirse en los campeones inaugurales.
American Alpha regresó en el episodio del 20 de septiembre para enfrentarse a The Usos en un combate para determinar a los contendientes #1 a los Campeonatos en Parejas de SmackDown de Heath Slater & Rhyno en No Mercy, pero el equipo fue derrotado debido a la lesión de Gable, marcando su primera derrota en el elenco principal. En el evento, en lugar de la lucha titular, se unieron a The Hype Bros para enfrentarse a The Ascension & The Vaudevillains, saliendo victoriosos. En el episodio del 1 de noviembre de SmackDown, American Alpha derrotó a The Spirit Squad para calificar en el Team SmackDown en un Traditional Survivor Series Elimination Tag Team match en Survivor Series. En el evento, el Team SmackDown fue derrotado por el Team Raw, con American Alpha siendo eliminado por Luke Gallows & Karl Anderson después de eliminar The Shining Stars. Después de eso, la pareja ganó un Tag Team Turmoil match en el siguiente episodio de SmackDown, lo que les dio el derecho de enfrentar a Bray Wyatt & Randy Orton de The Wyatt Family para determinar a los contendientes #1 a los Campeonatos en Parejas de SmackDown, pero fueron derrotados después de la interferencia de Luke Harper. En el kick-off de TLC: Tables, Ladders & Chairs, la pareja se unió a The Hype Bros & Apollo Crews para derrotar a The Ascension, The Vaudevillains & Curt Hawkins.
En el episodio del 27 de diciembre de SmackDown, derrotaron a Randy Orton & Luke Harper de The Wyatt Family, Heath Slater & Rhyno, y The Usos en un Fatal 4-Way Tag Team Elimination match para convertirse en los nuevos Campeones en Parejas de SmackDown, celebrando con sus familias después de eso.
Después de derrotar a The Wyatt Family (Orton & Harper) en una lucha de revancha para retener los títulos el 10 de enero de 2017 en SmackDown, la pareja defendería con éxito los títulos en un Tag Team Turmoil match en Elimination Chamber contra The Ascension, The Usos, Vaudevillains, Breezango y Heath Slater & Rhyno, entrando en el cuarto puesto y eliminando a The Usos y The Ascension, y debido a un ataque por parte de The Usos después del combate, iniciarían un feudo con ellos. En el siguiente episodio de SmackDown, American Alpha derrotó a The Ascension en una lucha de revancha y luego a Breezango la semana siguiente en SmackDown, siendo confrontados por The Usos después de ambos combates. En el episodio del 21 de marzo de SmackDown, American Alpha perdió los Campeonatos en Parejas de SmackDown ante The Usos luego de sufrir una derrota en una lucha no titular ante la pareja la semana anterior. Después de hacer su debut en WrestleMania en WrestleMania 33, donde ambos no lograron ganar el André the Giant Memorial Battle Royal, fueron derrotados por The Usos en su revancha titular, siendo atacados por Primo & Epico, quienes los derrotaron la semana siguiente en SmackDown. American Alpha se vengó al derrotar a la pareja la semana siguiente en SmackDown en un Beat the Clock Challenge.
En el episodio del 20 de junio de SmackDown, Chad Gable respondió al desafío abierto por el Campeonato de Estados Unidos presentado por el campeón Kevin Owens, pero fue derrotado. En el episodio del 4 de julio, se enfrentó a AJ Styles en una lucha clasificatoria para el Independence Day Battle Royal, el cual determinaría al contendiente #1 al Campeonato de Estados Unidos, pero fue derrotado por Styles. Luego de eso, en una entrevista de WWE.com, Gable habló sobre comenzar a luchar individualmente, citando su voluntad de luchar contra la competencia principal. En el episodio del 17 de julio de Raw, Jason Jordan fue trasladado a la marca Raw luego de ser revelado como el hijo ilegítimo (kayfabe) del gerente general de Raw, Kurt Angle. Esto efectivamente disolvió al equipo.

#### Especialista en equipos (2017-2019)
En el episodio del 22 de agosto de SmackDown, el gerente general Daniel Bryan anunció que había contratado a Shelton Benjamin para que se uniera a Gable, creando así un equipo entre los dos. La semana siguiente en SmackDown, Gable & Benjamin obtuvieron una victoria sobre The Ascension en su primer comnbate como equipo. En el episodio del 12 de septiembre de SmackDown, Benjamin & Gable derrotaron a The Hype Bros y nuevamente en una lucha de revancha en Hell in a Cell. En el episodio del 10 de octubre de SmackDown, Benjamin & Gable derrotaron a The Hype Bros, The Ascension y Breezango en un Fatal 4-Way Tag Team match para convertirse en los contendientes #1 a los Campeonatos en Parejas de SmackDown de The Usos. En el episodio del 7 de noviembre de SmackDown, recibieron la oportunidad titular y ganaron el combate por cuenta fuera, sin embargo, The Usos conservaron los campeonatos. Después de intercambiar victorias con The Usos durante las siguientes semanas, compitieron en un Fatal 4-Way Tag Team match por los Campeonatos en Parejas de SmackDown contra los campeones defensores The Usos, The New Day y el equipo de Rusev & Aiden English en Clash of Champions, pero fracasaron en su intento de ganar los títulos. Dos noches después en SmackDown, Gable & Benjamin derrotaron a The Usos en una lucha no titular. La pareja había cambiado silenciosamente a heel durante el período de tiempo en el que habían desafiado a The Usos por los Campeonatos en Parejas de SmackDown.
En el episodio del 2 de enero de 2018 de SmackDown, Gable & Benjamin derrotaron a The New Day y Rusev & Aiden English en un Triple Threat Tag Team match para ganar otra lucha por los Campeonatos en Parejas de SmackDown de The Usos, la cual perdieron la semana siguiente en SmackDown después de cubrir al gemelo equivocado para la aparente victoria, siendo derrotados inmediatamente después en una improvisada revancha. La semana siguiente en SmackDown, el dúo convocó al árbitro y acusó al gerente general Daniel Bryan de ser parcial, lo que hizo que Bryan los reservara para un 2-out-of-3 Falls match contra The Usos en Royal Rumble, donde perdieron en dos caídas seguidas. Dos noches después en SmackDown, Gable y Benjamin interrumpieron un episodio de Fashion Files e intercambiaron insultos con Breezango (Tyler Breeze y Fandango), desafiándolos a un combate, el cual ganaron. La semana siguiente en SmackDown, Gable y Benjamin se burlaron de The New Day y se enfrentaron a ellos, siendo derrotados. En el episodio del 27 de marzo de SmackDown, Gable acompañó a Benjamin a una lucha contra Shinsuke Nakamura pero fue derrotado, después de lo cual atacaron a AJ Styles antes de ser atacados por Nakamura. En WrestleMania 34, Gable participó en el André the Giant Memorial Battle Royal, pero fue eliminado por Kane.
En abril, Gable fue trasladado a Raw como parte del Superstar Shake-up, por lo que su equipo con Benjamin se disolvió. En el episodio del 23 de abril de Raw, Gable derrotó a Jinder Mahal en su primera lucha en la marca, cambiando a face en el proceso. En el episodio del 7 de mayo de Raw, Gable sería derrotado por Mahal en una lucha de revancha. En el episodio del 21 de mayo de Raw, luego de que el gerente general Kurt Angle fuera insultado por Dolph Ziggler y Drew McIntyre, Gable sería derrotado por Ziggler en una lucha más tarde esa noche. En el episodio del 28 de mayo de Raw, Gable sería derrotado por McIntyre.
En el episodio del 3 de septiembre de Raw, Gable formó un equipo con Bobby Roode (siendo este el tercer equipo diferente en el que Gable formó parte en el elenco principal) y juntos derrotaron a The Ascension. Durante las siguientes semanas en Raw, Gable y Roode intercambiarían victorias sobre The Ascension en luchas individuales y por equipos. En el episodio del 12 de noviembre de Raw, Gable & Roode se convirtieron en los capitanes del Team Raw para un Traditional Survivor Series Elimination Tag Team match en Survivor Series después de ganar un Tag Team Battle Royal. En el kick-off del evento, el Team Raw fue derrotado por el Team SmackDown, siendo Gable & Roode eliminados después de que Big E cubriera a Gable. La noche siguiente en Raw, Gable & Roode derrotaron a los Campeones en Parejas de Raw The Authors of Pain (AOP) en una lucha no titular, marcando la primera derrota de AOP en el elenco principal, por lo que recibieron una lucha por los campeonatos. Sin embargo, la semana siguiente en Raw, Gable & Roode fueron derrotados por AOP debido a una distracción de Drake Maverick, por lo que no lograron ganar los títulos. Sin embargo, recibieron otra oportunidad titular en el episodio del 10 de diciembre de Raw, donde Gable & Roode derrotaron a AOP & Drake Maverick en un 3-on-2 Handicap match para capturar los Campeonatos en Parejas de Raw después de que Roode cubriera a Maverick. Con la victoria, Gable se convirtió en el segundo hombre (después de su antiguo compañero Jason Jordan) en ganar los Campeonatos en Parejas de NXT, de SmackDown y de Raw. En TLC: Tables, Ladders & Chairs, Gable y Roode, junto con otras superestrellas, ayudaron a Braun Strowman a derrotar fácilmente al gerente general interino Baron Corbin en un Tables, Ladders and Chairs match, por lo que Corbin fue despojado de todo poder autoritario. En el episodio del 24 de diciembre de Raw, Gable & Roode defendieron exitosamente los títulos ante The Revival.
En el episodio del 7 de enero de 2019 de Raw, Gable y Roode nuevamente retuvieron los Campeonatos en Parejas de Raw ante The Revival en un Lumberjack match, siendo los leñadores el resto de la división por equipos de Raw. Dos semanas después en Raw, Gable & Roode retuvieron por tercera vez los títulos ante The Revival en una lucha con Curt Hawkins como árbitro especial invitado. En el kick-off de Royal Rumble, Gable & Roode derrotaron a Rezar & Scott Dawson en una lucha no titular. La estipulación de la lucha establecía que si Rezar y Dawson ganaban, sus respectivos equipos (AOP y The Revival) recibirían un combate por los Campeonatos en Parejas de Raw. Finalmente, The Revival recibiría una lucha más por los títulos en el episodio del 11 de febrero de Raw, en la que Gable y Roode perdieron los campeonatos, terminando su reinado a los 63 días. El 10 de marzo en Fastlane, Gable & Roode no lograron recuperar los campeonatos al ser derrotados por The Revival en un Triple Threat match que también involucró a los recién debutantes Ricochet & Aleister Black. El 7 de abril en el kick-off de WrestleMania 35, tanto Gable como Roode participaron en el André the Giant Memorial Battle Royal, pero ninguno de los dos logró ganar el combate. La noche siguiente en Raw, Roode y Gable cambiaron a heels cuando Roode atacó a Ricochet después de perder contra Ricochet & Black en una lucha por equipos. La semana siguiente en Raw, Gable & Roode fueron derrotados por The Usos en su última lucha como equipo antes de su separación.

#### Shorty G (2019-2020)
Durante el Superstar Shake-up por medio de la página oficial de la WWE, Gable fue trasladado a SmackDown, rompiendo su equipo con Roode en el proceso. Se suponía que Gable haría su debut en el ring en SmackDown el 23 de abril en una lucha contra Jinder Mahal, pero la lucha nunca comenzó debido a que Gable fue atacado por Lars Sullivan durante su entrada. El 7 de junio en el evento Super Show-Down, desde Jeddah, Arabia Saudita, Gable participó en un 51-man Battle Royal, pero no logró ganar el combate luego de haber sido eliminado por Shinsuke Nakamura y Rusev. Poco después, cambió su aspecto, luciendo un cabello más corto y un atuendo en el ring diferente. Gable apareció como face en el episodio del 11 de junio de 205 Live, su primera aparición en el programa, y derrotó a Gentleman Jack Gallagher por cuenta fuera. En el episodio del 16 de julio de 205 Live, Gable tuvo una revancha contra Jack Gallagher, donde volvió a salir victorioso.
Luego de eso, Gable fue anunciado como uno de los dieciséis participantes del torneo King of the Ring. En el episodio del 27 de agosto de SmackDown, Gable derrotó su antiguo compañero de equipo Shelton Benjamin en la primera ronda del torneo. La semana siguiente en SmackDown, Gable derrotó a Andrade en los cuartos de final. En el episodio del 10 de septiembre de SmackDown, Gable derrotó a Shane McMahon (quien había reemplazado a Elias debido a una lesión) en las semifinales en un 2-out-of-3 Falls match con Kevin Owens como árbitro especial invitado para avanzar a la final del torneo contra Baron Corbin, la cual tuvo lugar en la edición del 16 de septiembre de Raw, donde Gable perdió ante Corbin, por lo que no logró ganar el torneo. La noche siguiente en SmackDown, durante su coronación como ganador del King of the Ring, Corbin llamó a Gable supuestamente para felicitarlo por haber llegado a la final del torneo, pero en lugar de eso lo insultó. Como consecuencia, Gable enfureció y atacó a Corbin, destruyendo después la corona de Corbin, junto con las demás cosas que lo caracterizaban como King of the Ring. En el episodio del 23 de septiembre de Raw, Gable venció a King Corbin por descalificación, después de que este último lo golpeó con su cetro. Después del combate, Corbin atacó a Gable con el mismo cetro. La noche siguiente en SmackDown, Gable derrotó rápidamente a Mike Kanellis. Después del combate, Gable fue provocado por Elias, quien lo insultó con una canción. En Hell in a Cell, Corbin hizo que Gable fuera llamado Shorty Gable debido a su baja estatura antes de Gable lo derrotara con un roll-up. Durante una entrevista, después del evento, Gable fue atacado por Corbin. En el episodio del 11 de octubre de SmackDown, Gable se enfrentó una vez más a Corbin, pero fue derrotado.
El 14 de octubre, debido al Draft, se anunció que Gable permanecería en la marca SmackDown. En el episodio del 18 de octubre de SmackDown, Gable derrotó a Curtis Axel en una lucha individual. Después del combate, Gable dio un discurso sobre la aceptación hacia uno mismo y no dejarse llevar por lo que los demás digan. Además, anunció que acortaría su nombre y sería solamente Shorty G. Más tarde, Shorty G fue anunciado como integrante del Team Hogan, el cual se enfrentaría al Team Flair en un 5-on-5 Tag Team match el 31 de octubre en Crown Jewel. En el episodio del 25 de octubre de SmackDown, Shorty G, Roman Reigns & Ali (del Team Hogan) derrotaron a Corbin, Shinsuke Nakamura & Cesaro (del Team Flair a excepción de Cesaro). En Crown Jewel, el Team Hogan derrotó al Team Flair. En el episodio del 8 de noviembre de SmackDown, Shorty G & Ali fueron derrotados por Nakamura & Cesaro en una lucha por equipos. En la edición del 12 de noviembre de WWE Backstage, Shorty G fue anunciado como uno de los integrantes del Team SmackDown, el cual se enfrentaría al Team Raw y al Team NXT en un Traditional Survivor Series Elimination Men's match en Survivor Series. En el episodio del 15 de noviembre de SmackDown, Shorty G & Mustafa Ali derrotaron a Dolph Ziggler & Robert Roode para conservar sus lugares en el Team SmackDown. En el evento, Shorty G fue el primer eliminado del Team SmackDown por Kevin Owens. Sin embargo, el Team SmackDown ganó el combate.
A principios de 2020, fue atacado por Sheamus comenzando un feudo entre ambos, y enfrentándose en el Kick-Off de Royal Rumble fue derrotado por Sheamus. Al SmackDown posterior, se enfrentó nuevamente a Sheamus, sin embargo fue derrotado nuevamente, y en el SmackDown junto a Apollo Crews fueron derrotados por Sheamus en un 2 on 1 Handicap Match.
En el SmackDown! del 29 de mayo, se enfrentó a Sheamus, King Corbin, Dolph Ziggler, Shinsuke Nakamura, Lince Dorado, Jey Uso, Cesaro, Gran Metalik y a Drew Gulak en una Battle Royal Match para reemplazar a Jeff Hardy en el Torneo por el vacante Campeonato Intercontinental, debido a que fue arrestado(KayFabe), eliminando a Cesaro y a Nakamura pero terminó siendo eliminado por Cesaro, al que previamente eliminó, más tarde le reclamó a Cesaro por lo sucedido y se pactó una lucha esa misma noche, donde terminó derrotándolo. En la edición de SmackDown! del 31 de julio, apareció después de la lucha de King Corbin ante Matt Riddle para después atacarlo, cambiando a heel en el proceso. 

#### Alpha Academy (2020-2024)
En la edición del 23 de octubre de SmackDown, después de perder ante Lars Sullivan, anunció que renunciaba a ser llamado Shorty G, revirtiendo su nombre en ring a Chad Gable. Posterior a su reversión de nombre, Gable creó la «Alpha Academy» y reclutó a Otis para unírsele.
En el episodio del 19 de febrero de 2021 de SmackDown, Gable y Otis cambiaron a heel (rudos) luego de que se enfrentaran a Dominik y Rey Mysterio en una lucha por equipos, y Otis no dejara de atacar a este último durante y después del combate por órdenes de Gable. El 10 de abril en SmackDown! WrestleMania Edition, Alpha Academy se enfrentó a Dolph Ziggler y Robert Roode, The Street Profits (Angelo Dawkins y Montez Ford), y Dominik y Rey Mysterio en un combate fatal de cuatro Tequipos por los Campeonatos en Parejas de SmackDown!, en el que no lograron ganar. En Survivor Series, participó en el 25-Man Dual Brand Battle Royal en conmemoración a los 25 años de carrera de The Rock, sin embargo fue eliminado por Cesaro.
En el episodio del 10 de enero de 2022 de Raw, Alpha Academy derrotó a RK-Bro (Randy Orton & Riddle) para ganar el Campeonato en Parejas de Raw, marcando el segundo reinado de Gable con este título y el cuarto en general. A fines de mes, participó en el Royal Rumble masculino en el evento del mismo nombre entrando como el número 13, pero fue eliminado por Rick Boogs. Gable y Otis perderían los títulos el 7 de marzo, precisamente ante RK-Bro, poniendo fin a su reinado a los 55 días. A la rivalidad entre ambos equipos fueron agregados The Street Profits (Angelo Dawkins & Montez Ford), enfrentándose entre sí en WrestleMania 38 por los títulos, combate que ganó RK-Bro.
En el episodio del 13 de marzo de 2023 Raw, Gable encontró a Otis en el backstage participando en una sesión de fotos con Maximum Male Models (ma.çé, mån.sôör, y Maxxine Dupri). Luego de esto, Otis decidió irse con Maximum Male Models en lugar de continuar con Gable. Sin embargo, en el siguiente episodio de Raw, Otis acompañó a Gable en una lucha que este último tuvo contra Ricochet. A la mitad del combate, Maxxine salió para llevarse a Otis al backstage, provocándole una distracción a Gable y la derrota ante Ricochet. Aunque Otis había aceptado irse a Maximum Male Models, esto finalmente no sucedió y en su lugar continuó siendo compañero de Gable. Tras esto, desde el 17 de abril Maxxine fue poco a poco abandonando a Maximum Male Models debido a que se centró en querer ser la mánager de Otis y que este se decidiera por dejar a Gable. Como esto último no ocurrió, en su lugar optó por comenzar a ser mánager de Alpha Academy y empezó a acompañarlos en sus luchas iniciando en el episodio del 24 de abril de Raw, En el episodio del 15 de mayo de Raw, él y Otis participaron en una batalla real cuyo premio era determinar al contendiente número uno al Campeonato Intercontinental, en la cual fue eliminado por Ivar y Otis por Bronson Reed. Posteriormente el mismo mes, Maxxine se unió formalmente a Alpha Academy. En las semanas posteriores a su unión como equipo, él y sus compañeros comenzaron a cambiar lentamente a face (técnicos), obteniendo buenas reacciones por parte del público.
Mientras el equipo celebraba en backstage una victoria de Maxxine, Gunther de Imperium se ofendió por el logro de esta última y se burló de ellos. Esa misma noche, Ludwig Kaiser desafió a Gable a durar cinco minutos en el ring con Gunther, retó que Gable aceptó. A pesar de que este último venció al reloj, Gunther exigió que la lucha continuara, derrotando a Gable en dicho encuentro. En el episodio del 7 de agosto de Raw, Gable derrotó a Tommaso Ciampa, Matt Riddle, y Ricochet en una lucha fatal de cuatro para convertirse en el contendiente principal al Campeonato Intercontinental de Gunther. En el episodio del 14 de agosto de Raw, Gable derrotó a Giovanni Vinci, y Otis fue vencido por Gunter; al final de esta última lucha, Gable atacó a Gunther con un german suplex, en ruta a su encuentro titular. En el episodio del 21 de agosto de Raw, Gable derrotó a Gunther por conteo fuera, y finalmente, la lucha titular entre ambos tuvo lugar el 4 de septiembre, donde Gable falló en su intento de capturar el campeonato.
Durante los días en ruta a WrestleMania XL, Gable inició una historia en la que comenzó a entrenar a Sami Zayn para su combate contra Gunther por el Campeonato Intercontinental. El 6 de abril de 2024, en la primera noche del evento, Zayn derrotó a Gunther para capturar el título. En el episodio del 15 de abril de Raw, Zayn le concedió a Gable una lucha por dicha presea, en la que fue derrotado. Después del encuentro, Gable atacó a Zayn mientras celebraba su victoria junto a su esposa, que se encontraba entre el público, cambiando a heel (rudo) en el proceso. Una semana después, reafirmó su postura heel durante un segmento en el que criticó e insultó a sus compañeros de Alpha Academy, Otis, Maxxine y Akira Tozawa, además de decirles que solo se centrarían en él y hacerlos jurar ayudarlo a capturar el Campeonato Intercontinental. En el episodio del 13 de mayo de Raw, le recriminó nuevamente sus diversos fracasos a sus compañeros de equipo, además de pedirle a Tozawa y Otis comportarse debidamente durante las luchas que ambos tendrían esa noche. Como los dos lo desobedecieron, al primero lo regañó, y al segundo lo abofeteó, ambas acciones en molestia a no haber seguido sus indicaciones. En el episodio del 20 de mayo de Raw, derrotó a Sami Zayn en una lucha no titular con ayuda de Otis. El 25 de mayo en King of the Ring, perdió en una triple amenaza por el Campeonato Intercontinental contra Zayn y Bronson Reed, en la que Otis falló tratando de ayudarle a ganar. El 15 de junio en el evento Clash at the Castle: Scotland, acompañado por Otis y Maxxine, se enfrentó individualmente a Zayn en otro combate por el título Intercontinental, en el que nuevamente fue derrotado y una vez más tuvo desavenencias con sus dos compañeros de equipo. Dos días después, en el episodio del 17 de junio de  Raw, Otis, Maxxine y Akira Tozawa se rebelaron contra él y lo abandonaron, dando por finalizada la alianza entre los cuatro, y por ende, la disolución del stable. Más tarde en el mismo episodio, fue atacado por el stable debutante, Wyatt Sicks, lo que provocó que fuera retirado de uno de los combates clasificatorios a la lucha de escaleras por el maletín Money in the Bank en el evento homónimo, siendo reemplazado por Ilja Dragunov.

#### American Made (2024–presente)
En el episodio del 24 de junio de 2024 de Raw, Gable, visiblemente conmocionado y herido, intentó realiarse con Otis, pero este lo rechazó. Más tarde esa misma noche, derrotó a Braun Strowman y Bronson Reed para clasificar al Money in the Bank masculino. El 6 de julio, en Money in the Bank, perdió la lucha luego de que Drew McIntyre descolgara el maletín de Money in the Bank. Después de ser acosado continuamente por The Wyatt Sicks, Gable realizó una promo en la que llamó a Bo Dallas para encararlo en el ring. Mientras Dallas caminaba hacia el cuadrilátero, The Creed Brothers (Brutus y Julius Creed) lo atacaron por la espalda, lo que significó el inició de una alianza con Gable. Gable y The Creed Brothers continuaron atacando a Dallas hasta que el resto de The Wyatt Sicks apareció para ahuyentarlos. En el episodio del 5 de agosto de Raw, Gable y  The Creed Brothers, ahora conocidos como American Made, se enfrentaron a The Wyatt Sicks (Erick Rowan, Dexter Lumis y Joe Gacy) a una lucha por equipos, en la que fueron derrotados para dar por finalizada su rivalidad. En el episodio del 12 de agosto de Raw, Ivy Nile atacó a Maxxine Dupri para ayudar a The Creed Brothers a derrotar a Akira Tozawa y Otis en un encuentro por equipos, y una semana después, Nile se unió formalmente al nuevo stable de Gable.
El 1 de febrero de 2025, en Royal Rumble, ingresó a la contienda masculina con la entrada número tres, en la que duro 21 minutos en competencia antes de ser eliminado por Jacob Fatu.

## Otros medios
Gable aparece como personaje jugable en los videojuegos WWE 2K17, WWE 2K18, WWE 2K19, WWE 2K20, WWE 2K22, WWE 2K23, y WWE 2K24.

## Campeonatos y logros

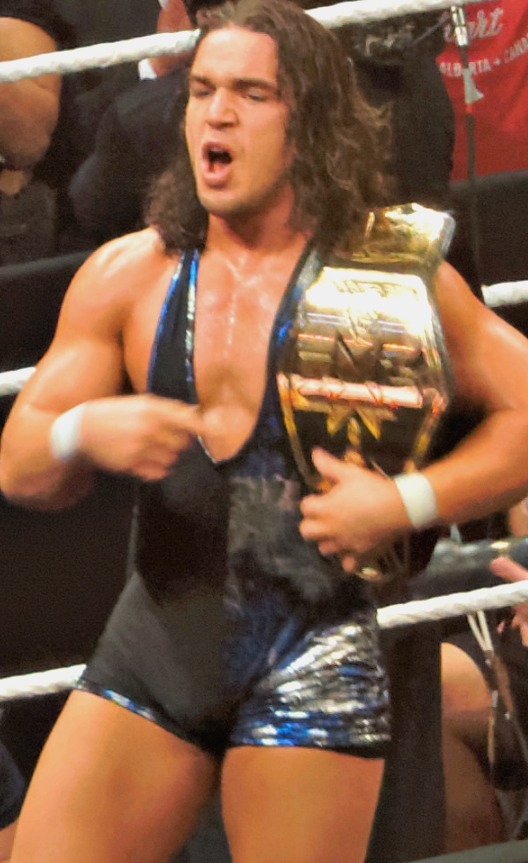
Gable como Campeón en Parejas de NXT.

### Lucha Amateur
- High School
  - Minnesota State Wrestling Champion (2004)
- International Medals
  - World University Games (2006) - medalla de plata
  - Pan-American Championships (2012) - medalla de oro
  - Gedza International silver medal (2012) - medalla de plata
  - Pan-American Olympic Qualifier silver medal (2012) - medalla de plata
  - Granma Cup (2012) - medalla de bronce
  - Dave Schultz Memorial International (2012) - medalla de oro
- Juegos Olímpicos
  - U.S. Olympic Trials Champion (2012)

### Lucha libre profesional
- WWE
  - WWE Speed Championship (1 vez, actual) - como «El Grande Americano»
  - NXT Tag Team Championship (1 vez) - con Jason Jordan
  - Raw Tag Team Championship (2 veces) - con Bobby Roode (1), y Otis (1)
  - SmackDown Tag Team Championship (1 vez) - con Jason Jordan
  - Tag Team Triple Crown Championship (tercero)

- Wrestling Observer Newsletter
  - Rookie of the Year (2015)[104]
  - Most Underrated (2019, 2023)[105]
  - Worst Gimmick (2019) como Shorty G

- Pro Wrestling Illustrated
  - Situado en el n.º 83 en los PWI 500 de 2019[106]